# گای بارکر
گای بارکر (انگلیسی: Guy Barker؛ زادهٔ ۲۶ دسامبر ۱۹۵۷) موسیقی‌دان، آهنگ‌ساز، رهبر گروه اهل بریتانیا است. وی از سال ۱۹۷۵ میلادی تاکنون مشغول فعالیت بوده‌است.